# Chicago Defender
The Chicago Defender é um jornal de Chicago foi fundado em 1905 e que é voltado para a comunidade negra dos EUA.